# UGC Gobelins
L'UGC Gobelins est un multiplexe parisien situé au 66bis  Av. des Gobelins , dans le 13e arrondissement de Paris avec 1169 places répartis en 11 salles.

## Histoire
L'ancien cinéma UGC situé sur l'avenue des Gobelins est un bâtiment sombre d'un seul étage, inséré entre deux immeubles de sept niveaux. Le projet initial de réhabilitation prévoyait l'achat des garages situés au fond de la parcelle afin d'étendre le site horizontalement. La vente n'ayant pas abouti, les plans sont entièrement revus pour développer le bâtiment en hauteur : ils sont l'œuvre de l'architecte Alberto Cattani. Après un chantier qui dure seize mois et avec le soutien de Jérôme Coumet, maire du 13e arrondissement de Paris ainsi que de Michel Gomez, délégué de la mission Cinéma à la Ville de Paris, le nouveau cinéma rouvre ses portes le 8 août 2018,.
L'UGC Gobelins s'inscrit dans le phénomène où certains multiplexes adoptent une nouvelle manière de s'adresser « à la rue ». Sa façade vitrée sur toute la hauteur et l'écran diffusant l'œuvre d'un artiste contemporain participent à cette logique d'innovation visible depuis l'espace public. Comme pour d'autres rénovations ambitieuses, notamment au Pathé Wepler, la transformation est marquante lorsqu'on compare l'ancien bâtiment bas et discret au nouvel édifice vertical et transparent.

## Structure

### Extérieur
Le cinéma s’élève sur une hauteur de vingt-six mètres, atteignant la taille des immeubles voisins. Sa façade intégralement vitrée offre une vue sur le basilique du Sacré-Cœur de Montmartre depuis les étages supérieurs et se transforme, le soir, en une vaste surface transparente laissant apparaître les mouvements des spectateurs. L’architecture repose sur une verticalité imposée par la contrainte du terrain, avec une organisation des salles en superposition. La façade extérieure accueille quatorze panneaux d’affiches colorées. L’ensemble se présente comme une structure compacte insérée dans la continuité urbaine du quartier.

### Intérieur
L’édifice comprend onze salles, allant de 80 à 200 places. Le design intérieur est sombre, structuré par des lignes lumineuses discrètes, avec un mobilier en tissu noir à maille serrée et mousse dense, conçu en Italie, totalisant 1153 fauteuils. Les accoudoirs sont dépourvus d’emplacements pour les boissons ou le pop-corn, considérés comme obsolètes. Des numéros dorés, placés au dos des sièges, sont réservés à un usage ponctuel pour des événements spécifiques. L’espace intérieur privilégie la clarté des circulations : les couloirs transparents permettent un repère sur l’extérieur et les toilettes sont placés à l’arrière des salles, ce qui évite les perturbations visuelles. Le vestibule central, éclairé par un conduit de lumière naturelle, propose une zone d’attente avec des canapés. Aussi, un écran diffuse des images liées au réseau UGC ou à des artistes contemporains.

### Répartition des salles
| Salle | Fauteuils | Ecran | PMR |
| ----- | --------- | ----- | --- |
| 4     | 75        |       | 3   |
| 6     | 74        |       | 0   |
| 8     | 74        |       | 3   |
| 2     | 81        |       | 0   |
| 11    | 86        |       | 3   |
| 3     | 92        |       | 0   |
| 9     | 107       |       | 4   |
| 10    | 107       |       | 4   |
| 7     | 108       |       | 4   |
| 1     | 171       |       | 0   |
| 5     | 194       |       | 0   |